# 리제스 공원
리제스 공원(영어: Leazes Park)은 잉글랜드 뉴캐슬어폰타인의 공원이다. 1873년 문을 열어 뉴캐슬에서 가장 오래된 공원으로 꼽힌다. 시티 센터의 서쪽에 자리 잡고 있으며 세인트 제임스 파크와 왕립 빅토리아 병원이 근처에 있다.

## 역사
1857년, 3,000명의 노동자들이 건강과 여가를 위한 열린 공간에 대한 권리를 주장했고 1년 뒤인 1858년에 특별위원회가 설치되어 공원을 건설할 장소를 물색하였다. 부시장 할과 해먼드의 제안이 받아들여져 지금의 리제스에 공원이 들어서게 되었다. 타인사이드에 최초로 세워진 시민들을 위한 공원으로 알려져 있다. 1896년, 빅토리아 여왕의 다이아몬드 주빌리를 기념하여 그랜드 주빌리 게이트(Grand Jubilee gates)가 세워졌다.